# 九龍巴士41M線
九龍巴士41M線是香港一條來往青衣碼頭及荃灣站的巴士路線。

## 歷史
- 1988年2月15日：41M線配合青荃橋通車而投入服務。
- 1990年2月5日：來回程改經楊屋道，不經沙咀道。
- 1991年11月25日：增派空調巴士行走。
- 1991年11月25日：增設由青衣碼頭單向往荃灣地鐵站的平日晨早特別班次。
- 1992年4月6日：特別班次增設平日早上回程服務。
- 1992年8月17日：特別班次正名為41P，並增設下午繁忙時間由荃灣地鐵站開往青衣碼頭的服務。
- 2004年10月2日：改為全空調服務，象徵以所有以荃灣地鐵站為終點站的巴士線均已經提升為全空調服務。
- 2015年9月5日：增設到站時間預報。[2]
- 2022年5月16日：41M線青衣總站延長至青衣碼頭，並改經青綠街、青葉街、楓樹窩路及青敬路往來荃灣站，原有總站改為往荃灣方向中途站。[3]

## 服務時間及班次
| 青衣碼頭開       | 青衣碼頭開   | 青衣碼頭開   | 荃灣站開         | 荃灣站開    | 荃灣站開     |
| 日期             | 服務時間     | 班次（分鐘） | 服務日期         | 服務時間    | 班次（分鐘） |
| ---------------- | ------------ | ------------ | ---------------- | ----------- | ------------ |
| 星期一至五       | 05:35-06:55  | 20           | 星期一至五       | 06:05       | 06:05        |
| 星期一至五       | 07:10、07:22 | 07:10、07:22 | 星期一至五       | 06:30-07:10 | 20           |
| 星期一至五       | 07:35-14:35  | 15           | 星期一至五       | 07:10-09:25 | 15           |
| 星期一至五       | 14:35-22:15  | 20           | 星期一至五       | 09:25-12:25 | 20           |
| 星期一至五       | 22:15-23:55  | 25           | 星期一至五       | 12:25-15:40 | 15           |
|                  |              |              | 星期一至五       | 15:40-17:20 | 20           |
| 17:20-20:05      | 15           |              | 星期一至五       |             |              |
| 20:05-23:05      | 20           |              | 星期一至五       |             |              |
| 23:05-00:20      | 25           |              | 星期一至五       |             |              |
| 星期六           | 05:35-07:35  | 20           | 星期六           | 06:05       | 06:05        |
| 星期六           | 07:35-19:20  | 15           | 星期六           | 06:30-10:10 | 20           |
| 星期六           | 19:20-21:00  | 20           | 星期六           | 10:10-22:40 | 15           |
| 星期六           | 21:00-23:55  | 25           | 星期六           | 22:40-00:20 | 25           |
| 星期日及公眾假期 | 05:35-07:55  | 20           | 星期日及公眾假期 | 06:05-11:05 | 20           |
| 星期日及公眾假期 | 07:55-09:55  | 15           | 星期日及公眾假期 | 11:05-16:05 | 15           |
| 星期日及公眾假期 | 09:55-12:55  | 12           | 星期日及公眾假期 | 16:05-19:05 | 12           |
| 星期日及公眾假期 | 12:55-18:10  | 15           | 星期日及公眾假期 | 19:05-22:20 | 15           |
| 星期日及公眾假期 | 18:10-21:50  | 20           | 星期日及公眾假期 | 22:20-00:20 | 20           |
| 星期日及公眾假期 | 21:50-23:55  | 25           |                  |             |              |

## 收費
全程：$5.4
- 長安邨往青衣碼頭：$5.1

| - 本線設有12歲以下小童及65歲或以上長者半價優惠。 - 65歲或以上香港居民使用「樂悠咭」，以及12歲以下合資格殘疾兒童使用「殘疾人士身份」個人八達通繳付車資，均可享有每程$2.0或半價（以較低者為準）的票價優惠；12至64歲合資格殘疾人士使用「殘疾人士身份」個人八達通（包括「樂悠咭」），以及60至64歲香港居民使用「樂悠咭」繳付車資，均可享有每程$2.0或全費（以較低者為準）的票價優惠。 - 65歲或以上長者如使用長者或一般個人八達通繳付車資，則只可享有半價優惠；12至64歲合資格殘疾人士如不使用「殘疾人士身份」個人八達通，以及60至64歲人士如不使用「樂悠咭」繳付車資，必須繳付全費。 - 乘客可以現金或八達通於上車時付款，不設找續。 - 每位成人乘客可免費攜帶最多兩名4歲以下而不佔座位的兒童乘客乘車，超額之4歲以下小童必須繳付小童車費乘車。 - 持有「九巴月票」之乘客在車票有效期內，每日可享最多10程任何九龍巴士及龍運巴士路線（包括本路線，以及聯營路線的九龍巴士／龍運巴士提供的班次；惟乘搭機場「A」及「NA」線則可享原價二七折優惠（不會計算每天10次合資格車程））；而B1線則每日可享最多各2程（不會計算每天10次合資格車程）。 - 九龍巴士、城巴、龍運巴士及陽光巴士全職員工及家屬（不包括外判職員）可免費乘搭本路線，惟必須拍職員或職員家屬八達通。 - 乘客亦可透過多元化電子支付系統（e度嘟）繳付車資，包括使用非接觸式VISA卡、JCB卡、萬事達卡、銀聯卡、美國運通、大來國際、Discover Card、Apple Pay、Google Pay、Samsung Pay、AlipayHK「易乘碼」、支付寶、WeChatHK／微信支付「搭車碼」、銀聯雲閃付「乘車碼」及BOC Pay「乘車碼」。乘客使用此付款方式，使用此支付方式的乘客可享有中途下車之分段收費，以及與其他九巴／龍運獨營路線或聯營線九巴／龍運班次之轉乘優惠，惟不適用於與非九巴／龍運路線之轉乘優惠，亦不能享有「公共交通費用補貼計劃」及「長者及合資格殘疾人士公共交通票價優惠計劃」。 |

### 八達通轉乘優惠
乘客登上本線後指定時間內以同一張八達通卡轉乘以下路線，或從以下路線登車後指定時間內以同一張八達通卡轉乘本線，次程可獲車資折扣優惠：
- 265M往麗瑤 → 41M往青衣，次程車資全免
- 41M往荃灣站 → 265M往天恆邨，回贈首程車資

## 使用車輛
現時本線獲派2輛斯堪尼亞K310UD 12米（ASU）及3輛亞歷山大丹尼士Enviro 500 12米（ATEU）雙層空調巴士，均屬荔枝角車廠—青衣分廠（L）。
| 車隊編號 | 車牌   |
| -------- | ------ |
| ASU10    | PC3566 |
| ASU22    | PC6429 |
| ATEU15   | PH6121 |
| ATEU18   | PJ4803 |
| ATEU47   | PD6334 |

## 行車路線
青衣碼頭開經：楓樹窩路、青敬路、青綠街、青衣邨巴士總站、青綠街、青葉街、楓樹窩路、擔桿山交匯處、青敬路、長安巴士總站、擔桿山路、擔桿山交匯處、青荃路、荃青交匯處、德士古道、楊屋道、大河道及西樓角路。
荃灣站開經：西樓角路、大河道、楊屋道、德士古道、荃青交匯處、青荃路、擔桿山交匯處、青敬路、長安巴士總站、擔桿山路、擔桿山交匯處、楓樹窩路、青葉街、青綠街、青敬路及楓樹窩路。

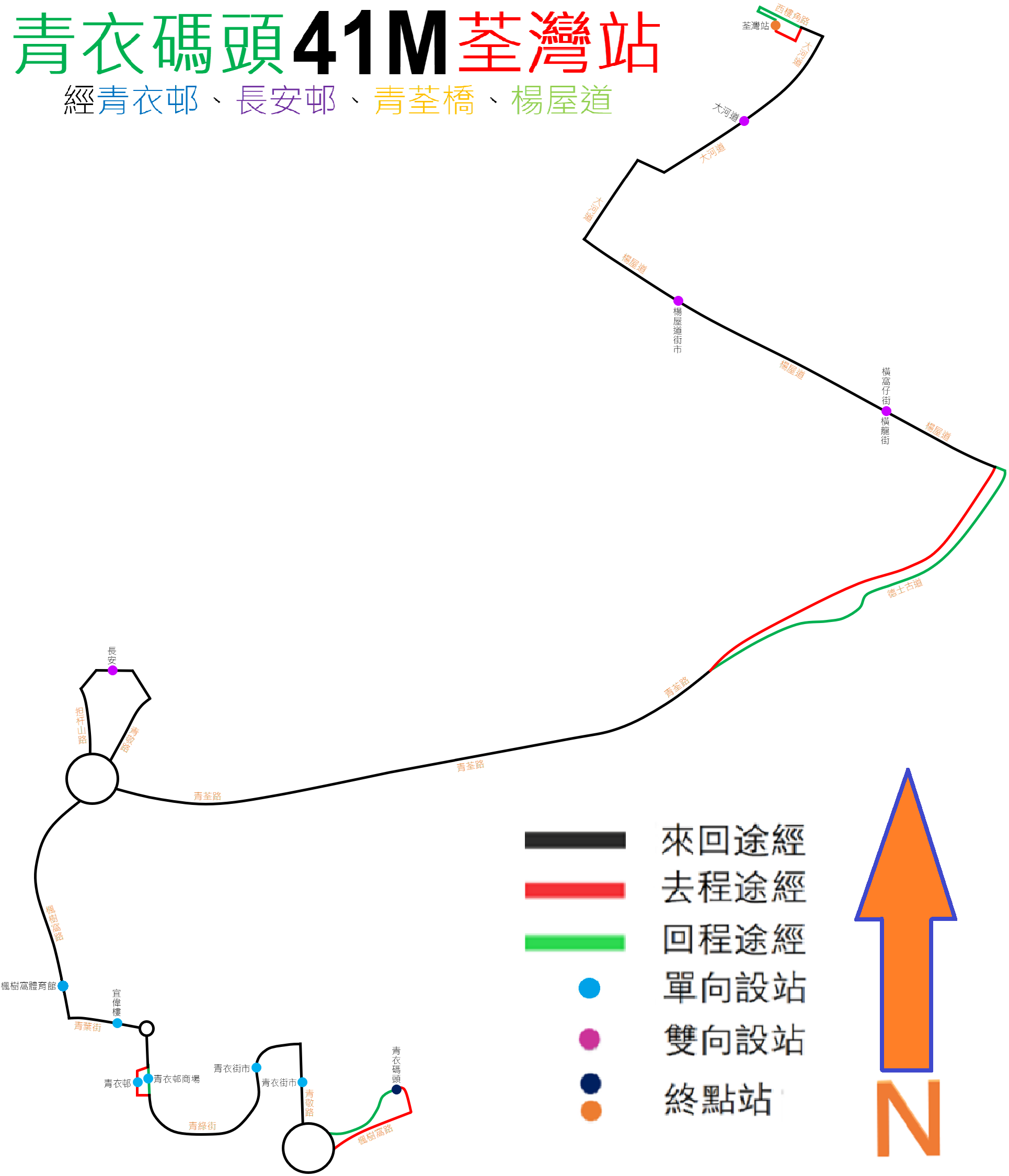
41M線的走線圖

具體停站請參考資訊框

## 客量
本線雖說是接駁港鐵的路線，不過甚少居民利用本線接駁港鐵，主要原因是青衣邨已有新界區專線小巴88線來往葵芳站，車程較短及收費較本線低，長安及長發邨的居民亦較多選擇44M往葵興站轉乘港鐵，尤其港鐵東涌綫通車後，居民可沿青衣公園往來青衣鐵路站，更沒有接駁港鐵的意義。但本線因途經青衣和荃灣的市中心，所以有不少乘客會乘坐本線到荃灣購物，不過本線服務範圍少，而且受新界區專線小巴409系路線車海戰術影響，所以客量不太穩定。
本線除青衣邨外與42M及243M重疊，客量一直不穩定。但本線有直達南豐中心的優勢，故有一定乘客支持。
而且42M線、243M線於繁忙時間未到長安已經出現客滿，本線可擔當輔助角色。

## 外部連結
- 九巴41M線－九龍巴士
- 香港巴士大典上的相关条目：九巴41M線
- 九巴41M線－681巴士總站 （页面存档备份，存于）